# Claude Esteban

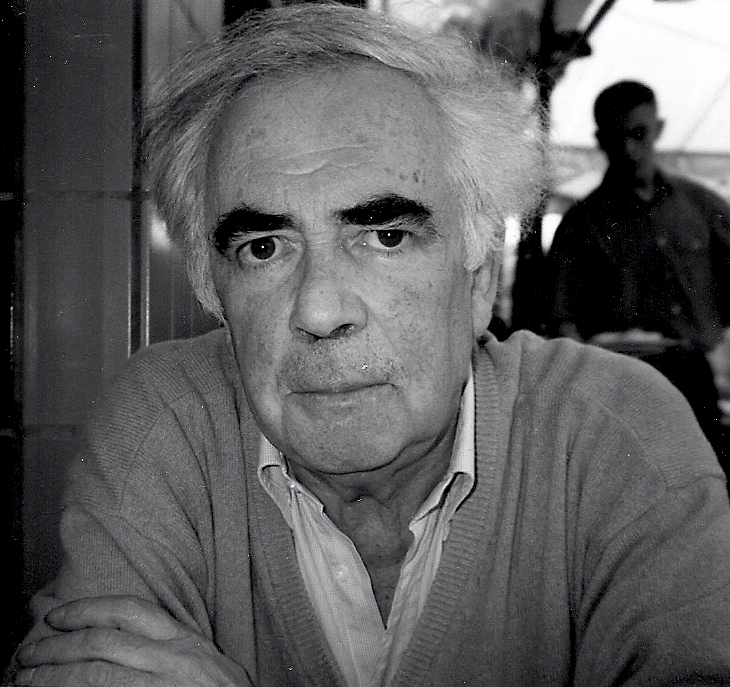
Claude Esteban, 2003

Claude Esteban (* 26. Juli 1935 in Paris; † 10. April 2006 ebenda) war ein französischer Dichter und Essayist.
Claude Esteban ist einer der großen französischen Dichter der letzten Jahrzehnte. Er schrieb auch Essays über Poesie und zahlreiche Essays über Kunst, sowohl über moderne und zeitgenössische Künstler (Raoul Ubac, Giorgio Morandi, Marc Chagall, Georges Braque, Maria Helena Vieira da Silva, Arpad Szenes, Eduardo Chillida, Alberto Giacometti, Pablo Picasso...) als auch über Maler früherer Jahrhunderte (Francisco Goya, Diego Velázquez, Rembrandt van Rijn, Claude Lorrain, Caravaggio...). Er war der Gründer der Poesie- und Kunstzeitschrift Argile, herausgegeben von Aimé Maeght (24 H. von 1973 bis 1981).

## Auszeichnungen
- 1984: Prix Mallarmé für Conjoncture du corps et du jardin

## Werke (in Auswahl)

### Gedichte
auf Deutsch:
- Sonne in einem leeren Zimmer. Edward Hopper – Drei Bildbeschreibungen, in Sinn und Form, H. 1/2000.
- Gedichte, übertragen von Elke Erb, Versschmuggel/Mots de passe, Heidelberg, Wunderhorn, 2003, S. 194–203.
- Gedichte, übertragen von Roland Erb, Akzente, H. 3/2006 (München, 2006).
- Gedichte, übertragen von Roland Erb, Sinn und Form, H. 3/2007 (Berlin, Mai–Juni 2007), S. 398–400.

auf Französisch:
- La Mort à distance (2007), Ed. Gallimard
- Le Jour à peine écrit (1967-1992) (Gedichtsammlung, 2006), Ed. Gallimard
- Morceaux de ciel, presque rien (2001), Ed. Gallimard
- Janvier, février, mars. Pages (1999), Ed. Farrago
- Quelqu'un commence à parler dans une chambre (1995), Ed. Flammarion
- Soleil dans une pièce vide (1991), über Edward Hopper, Ed. Flammarion, Ed. Farrago
- Elégie de la mort violente (1989), Ed. Flammarion
- Le Nom et la Demeure (1985), Ed. Flammarion
- Conjoncture du corps et du jardin (1983), Flammarion
- Terres, travaux du cœur (1979), Ed. Flammarion

### Schriften zur Dichtung und Dichtkunst
- Ce qui retourne au silence (2004), Ed. Farrago
- D'une couleur qui fut donnée à la mer, (1997), Ed. Fourbis
- Le Partage des mots (1990), Ed. Gallimard
- Critique de la raison poétique (1987), Ed. Flammarion
- Un lieu hors de tout lieu (1979), Ed. Galilée

### Schriften zur Kunst
- Par-delà les figures. Écrits sur l'art, 1964-2006, Ausgabe von Xavier Bruel und Paul-Henri Giraud, Vorwort von Pierre Vilar, L'Atelier contemporain, 2024.
- L'Ordre donné à la nuit (2005), über Caravaggio, Ed. Verdier
- La Dormition du Comte d'Orgaz (2002), Ed. Farrago
- Traces, figures, traversées. Essais sur la peinture contemporaine. (1985), Ed. Galilée
- Palazuelo (1980), Ed. Maeght
- Ubac (1978) Ed. Maeght.
- L'Immédiat et l'Inaccessible (1978), Ed. Galilée
- Chillida (1972), Ed. Maeght